# 蝼向半岛
蝼向半岛（日语：／）或维斯洛夫斯基半岛（俄语：Весловский Полуостров）是国后岛南部的半岛，西临泊湾，西部有蝼向湖，南临野付水道，长12公里，尾部是蝼向崎。沙嘴堆积使它向北海道方向生长。